# 4212 Sansyu-Asuke
4212 Sansyu-Asuke је астероид главног астероидног појаса чија средња удаљеност од Сунца износи 3,146 астрономских јединица (АЈ).
Апсолутна магнитуда астероида је 11,4.